# Pfarrkirche Salzburg-St. Vitalis

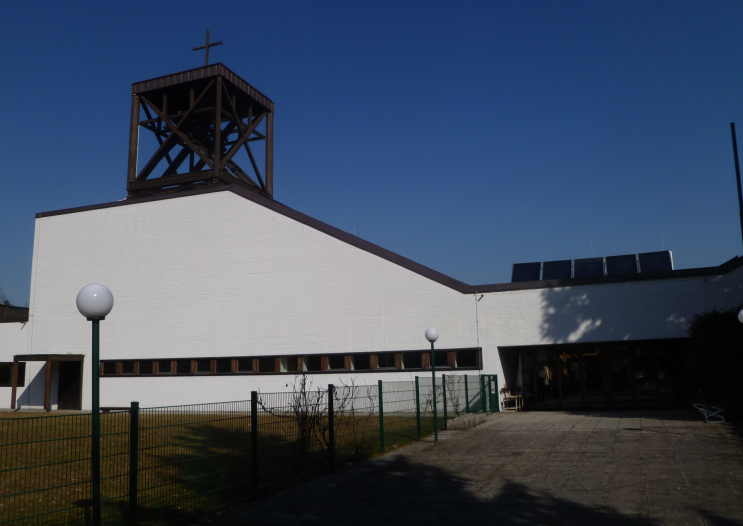
Pfarrkirche St. Vitalis in Maxglan West

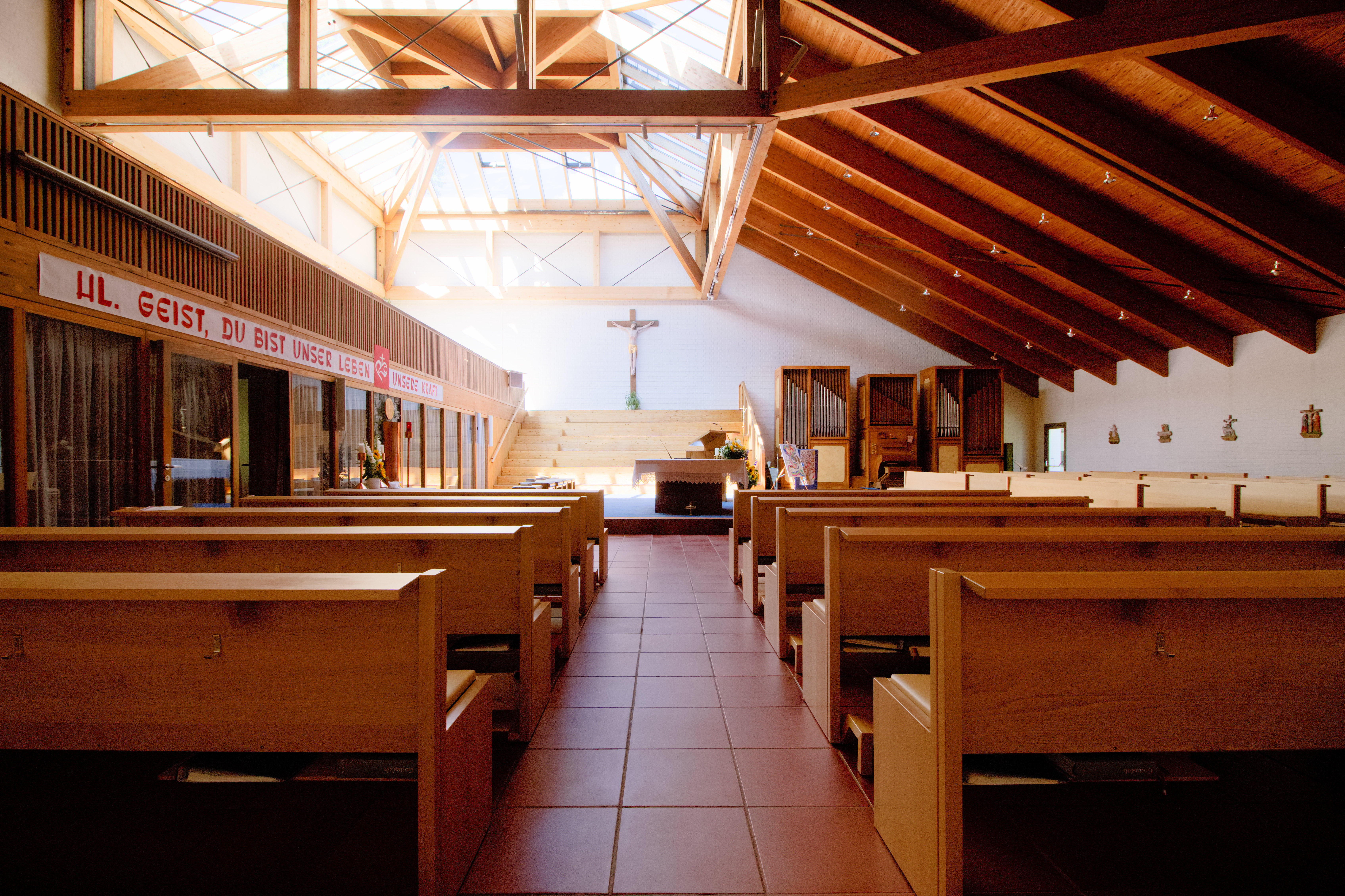
Blick zum Altar

Die römisch-katholische Pfarrkirche Salzburg-St. Vitalis steht in der Kendlersiedlung im Stadtteil Maxglan West in der Stadt Salzburg. Sie ist dem heiligen Vitalis geweiht und liegt im Dekanat Bergheim der Erzdiözese Salzburg. Das 1972 fertiggestellte Bauwerk steht unter Denkmalschutz (Listeneintrag).

## Geschichte
Bis 1950 befand sich an Stelle der Kirche eine Baracke, die von der Pfarre Maxglan betreut worden war. 1967 wurde St. Vitalis dann eine eigene Stadtpfarre, zuständig für Maxglan West und Wals-Viehhausen.
Mit der Neuordnung der Dekanate und Pfarrverbände der Erzdiözese Salzburg wurde die Stadtpfarre St. Vitalis aus dem Verband des Dekanat Salzburg-West herausgelöst und nicht dem neuen Stadtdekanat, sondern dem Dekanat Bergheim, und dort dem Pfarrverband Großgmain–Wals–Walserfeld–Siezenheim angegliedert. Der zur Kirche gehörige Friedhof befindet sich in nächster Nähe bereits auf dem Gemeindegebiet von Wals-Siezenheim.

## Architektur
Der prominente Architekt Wilhelm Holzbauer konnte als Planer gewonnen werden, und 1972 wurde ein Pfarrzentrum mit neuer Kirche erstellt. Das Gotteshaus besitzt einen offenen Glockenturm, der sich im Kirchensaal als Deckengestaltungselement wiederfindet. Der geräumige und eigenwillige Kirchenraum besitzt einen seitlichen Chorraum und ist mit einer strukturierten Holzdecke versehen.

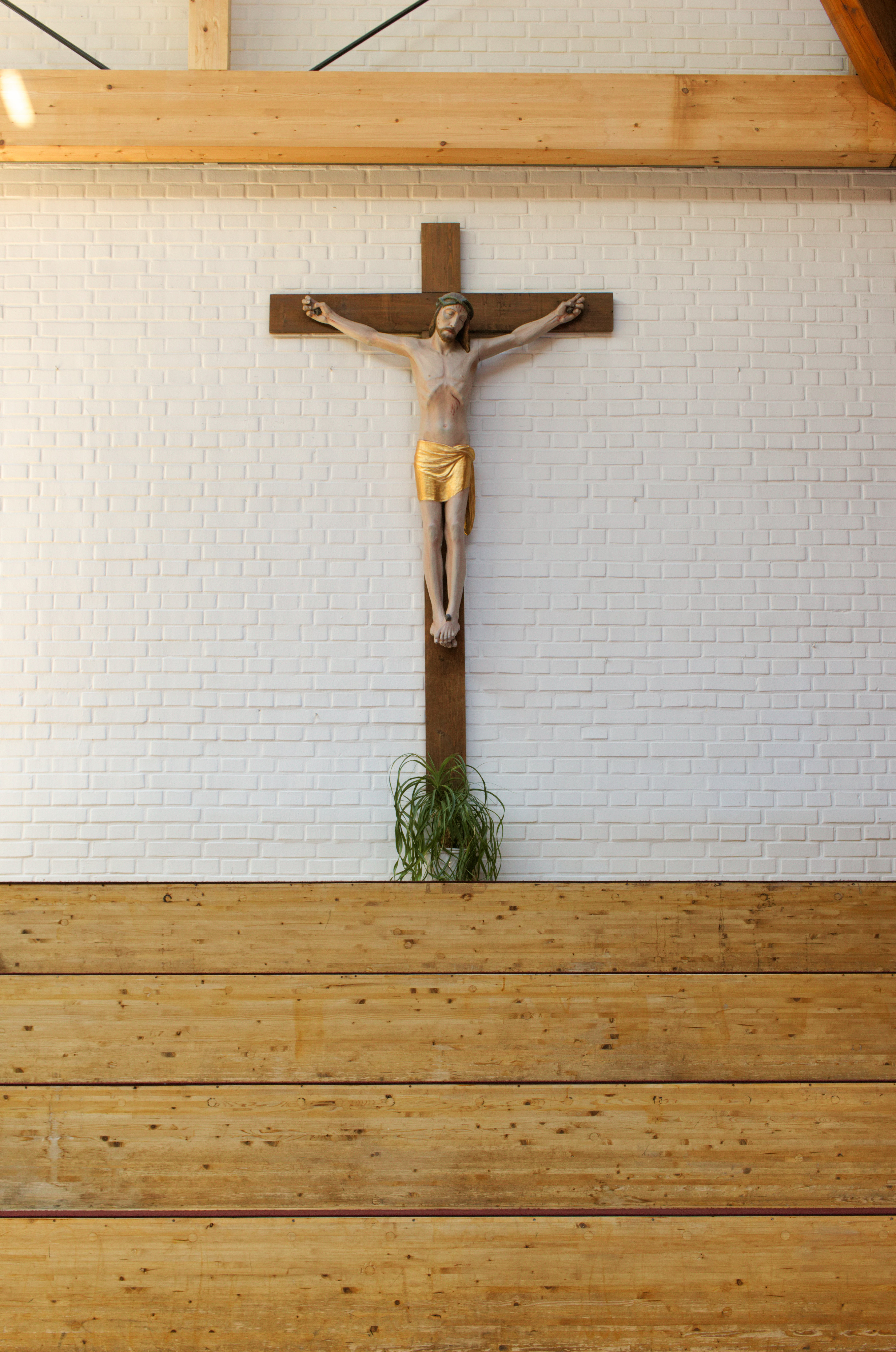
Kruzifix hinter dem Altar
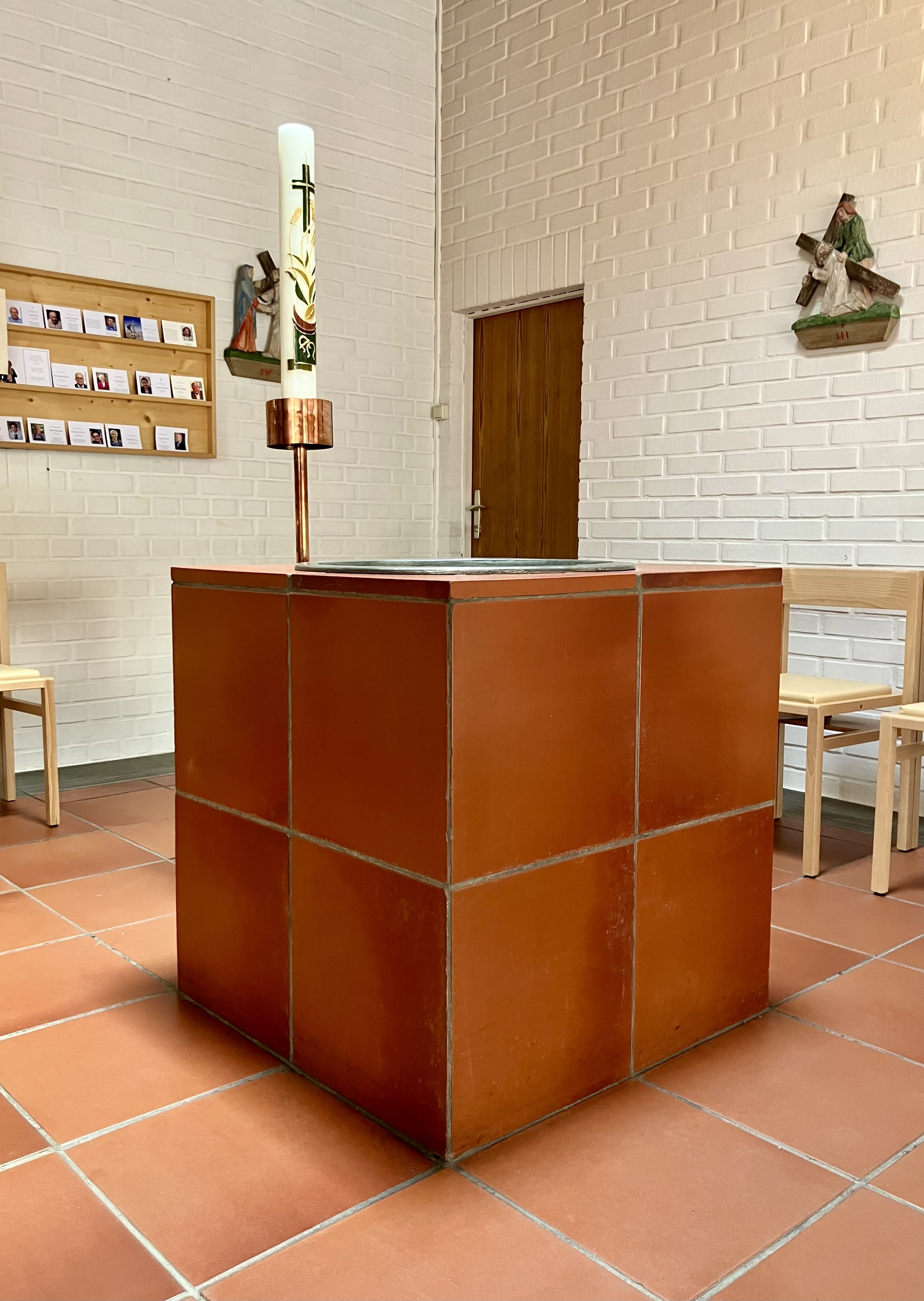
Taufbecken
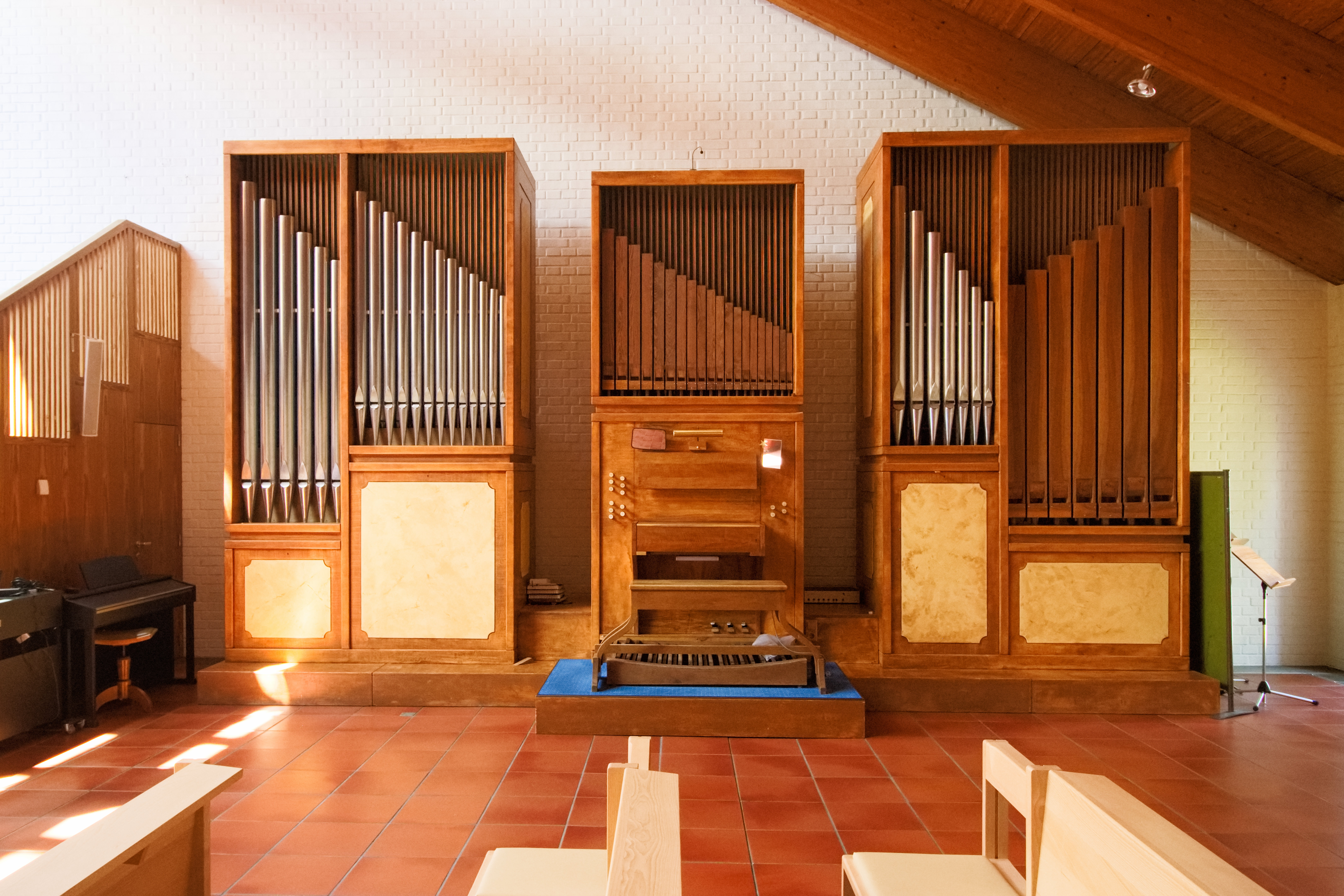
Orgel